# ドラコノミコン
『ドラコノミコン』 (The Draconomicon) はダンジョンズ&ドラゴンズロールプレイングゲームのための追加ソースブックで、ドラゴンに焦点を当てたゲーム素材を補給して提供する。ダンジョンズ&ドラゴンズの別々の版にそれぞれ別々の『ドラコノミコン』が出版された。本の名前はネクロノミコンへの参照として、緩くドラゴン名の書籍に翻訳される。

## AD&D第2版
アドバンスト・ダンジョンズ&ドラゴンズ第2版の『ドラコノミコン』、このタイトルではダンジョンズ&ドラゴンズで最初の本は、en:Nigel Findleyによりデザインされ、付属する4つのアドベンチャーはen:Christopher Kubasik、en:Carl Sargent、en:John TerraそしてWilliam Tracyによりデザインされた。これは1990年にフォーゴトン・レルムのソースブックとして発売された。本のカバーアートはジェフ・イーズリー（ノンクレジット）、本文イラストはBrom、David Dorman、en:Keith Parkinson、en:Terry Dykstra、en:Fred Fields、Robin Raab、en:Valerie Valusekそしてen:Karl Wallerである。
この本にはスティール、イエロー、そしてマーキュリーといった新しいドラゴンが含まれている。これにはドラゴンについての広範な参照情報と、フォーゴトン・レルムでのドラゴンとの関連、ドラゴンの心理学、ドラゴンをロールプレイする時のアドバイス、新しいドラゴンの種と一緒に、「名誉の殿堂」入りした重要なドラゴンたち、ドラゴンを狩る人向けのガイド、そしてドラゴンをフィーチャーした4本の短編アドベンチャーを含む。
en:Rick SwanがDragon#180（1992年4月）でオリジナルの『ドラコノミコン』をレビューした。彼はこの本を「雑多なドラゴンを楽しめるコレクションだ」と呼んだ。Swanによると、「架空のエッセイが行動や習慣を論じ [...] 楽しい読み取りになり、いくつかの質問をしながらen:Spelljammerでの宇宙にいるドラゴンについての材料が解決する。アドベンチャーはそれほど成功せず、4つとも有望なプロットを備えてはいるが、ルーチンが脱線し開発の不足に苦しむ；1つか2つの長い冒険が4つの短いものより望ましいとされていると思う。」
本は1999年にウィザーズ・オブ・ザ・コーストから新しいカバーアートを付けて再発売された。この2つの版には同じ内容が含まれるが、後者にはウィザーズ・オブ・ザ・コーストのロゴが入っている。

## D&D第3版
第3版の『ドラコノミコン』はアンディ・コリンズ、スキップ・ウィリアムズ、そしてジェームズ・ワイアットによってデザインされ、2003年11月に出版された。カバーアートはen:Todd Lockwood、本文アートはen:Wayne England、en:Emily Fiegenschuh、en:Lars Grant-West、Rebecca Guay-Mitchell、en:David Hudnut、en:Jeremy Jarvis、en:Ginger Kubic、en:John and Laura Lakey, Todd Lockwood, David Martin、Dennis Crabapple-McClain、Matt Mitchell、Mark Nelson、Steve Prescott、en:Vinod Rams、en:Richard Sardinha、en:Ron Spencer、en:Stephen Tappin、Joel Thomas、Ben Thompson、そしてSam Woodである。
第3版の『ドラコノミコン』にはドラゴンの生理学と心理学、それに伴うドラゴンだけの特技、呪文、そして上級クラスが含まれる。これらはまた空中戦闘とブレスウェポンについての追加ルールも掲載されている。プレイヤーは本の中から、ドラゴンに対する新しい特技、呪文、魔法のアイテム、そして上級クラスを見つけることができる。これらには多彩なタイプの新しいドラゴンとドラゴン属のクリーチャー、そして全ての種類のクロマティック・ドラゴンとメタリック・ドラゴンの、全ての世代でのサンプル能力値データも掲載されている。

## D&D第4版
第4版では、『ドラコノミコン』はドラゴンをカバーする一連の本の名前である。
最初の本は『ドラコノミコン：クロマティック・ドラゴン』が2008年11月に発売された。著者はブルース・コーデル、en:Logan Bonner、en:Ari Marmell、そしてen:Robert J. Schwalb, それは多彩な情報、秘蔵の宝物とモンスターが詰め込まれた288ページのハードカバーで、D&D第4版に向けた3種類のトゥルー・ドラゴン：ブラウン・ドラゴン、グレイ・ドラゴンそしてパープル・ドラゴン（初期の版ではデザート・ドラゴン、ファング・ドラゴンそしてディープ・ドラゴンとして知られていた）が含まれている。カバーアートはen:Todd Lockwood、本文アートはen:Devon Caddy-Lee、en:Miguel Coimbra、en:Eric Deschamps、en:Vincent Dutrait、en:Emily Fiegenschuh、en:Tomás Giorello、en:Lars Grant-West、en:Warren Mahy、en:Lee Moyer、Andrew Murray、Steve Prescott、en:Vinod Rams、en:Tara Rueping、en:Rick Sardinha、Ron Spears、en:Ron Spencer、Joel Thomas、en:Francis Tsai、en:Franz Vohwinkel、en:Eva Widermann、Sam Woodそしてen:James Zhangである。
2番目の本『ドラコノミコン：メタリック・ドラゴン』はブルース・コーデルとen:Ari Marmellによって書かれ、2009年11月に発売された。それは新しいブラス・ドラゴン、ブロンズ・ドラゴン、コバルト・ドラゴン、マーキュリー・ドラゴン、ミスラル・ドラゴン、オリアム・ドラゴン、そしてスティール・ドラゴンを導入した。Template:Update after表紙カバーアートはen:Todd Lockwood、裏表紙イラストはChippyそして本文アートはen:Dave Allsop、en:Kerem Beyit、Zoltan Boros & en:Gabor Szikszai, Chippy, Wayne England、en:Jason A. Engle、en:Tomás Giorello、en:Lars Grant-West、en:Ralph Horsley、en:Howard Lyon、William O'Connor、en:Chris Seaman、en:Franz Vohwinkelである。

## その他の用法
『ドラコノミコン』の名称は、en:Spellfire トレーディングカードゲームの1997年の拡張パックで使用された。それはTSRがウィザーズ・オブ・ザ・コーストに買収される前の短期間に発売された。

## 書誌情報
- 『竜の書:ドラコノミコン 』(ダンジョンズ&ドラゴンズ サプリメント)　ホビージャパン 2007/11 ISBN 978-4894256293
- 『ドラコノミコン クロマティック・ドラゴン』 (ダンジョンズ&ドラゴンズ第4版 サプリメント) ホビージャパン 2009/6 ISBN 978-4894258921
- 『ドラコノミコン メタリックドラゴン』 (ダンジョンズ&ドラゴンズ第4版 サプリメント) ホビージャパン 2010/3 ISBN 978-4798600130